# أنتوني ليستر
أنتوني ليستر (بالإنجليزية: Anthony Lister)‏ هو رسام أسترالي، ولد في 1980 في بريزبان في أستراليا.